# 49e régiment d'artillerie
Pour les articles homonymes, voir 49e régiment.
Le 49e régiment d’artillerie (ou 49e RA) est une unité de l'Armée française. Créé en 1911, il combat lors de la Première Guerre mondiale puis est dissous en 1924. Recréé en 1939 sur la Ligne Maginot, il disparait en juin 1940 lors de la bataille de France.

## Création et différentes dénominations
- 1er janvier 1911 : création du 49e régiment d’artillerie de campagne au moment de la loi des trois ans
- novembre 1917 : devient le 49e régiment d’artillerie de campagne porté
- 1er janvier 1924 : devient le 307e régiment d'artillerie portée
- septembre 1939 : création du 49e régiment d'artillerie mobile de forteresse automobile (RAMFA) à la mobilisation
- 23 juin 1940 : le régiment est capturé

## Chefs de corps
- janvier 1911 : Emile Frédéric Joseph Barthal[1], [2] (†)
- octobre 1914 - mars 1915 : colonel Blanchon[3]
- mars 1915 - juin 1916 : lieutenant-colonel Bouquillon[4]
- juin 1916 - mai 1917 : lieutenant-colonel Salbat[5]
- mai - juin 1917 : lieutenant-colonel Peyronel[6]
- juin - septembre 1917 : lieutenant-colonel Labruyère[7]
- septembre 1917 - novembre 1918 : colonel Cambuzat[8]
- novembre 1918 - ? : chef d'escadron Choné[9]

## Historique des opérations et garnisons du régiment

### Avant 1914
Le régiment est créé en 1911. Il est encaserné à Poitiers jusqu’à la mobilisation du 2 août 1914.

### Première Guerre mondiale

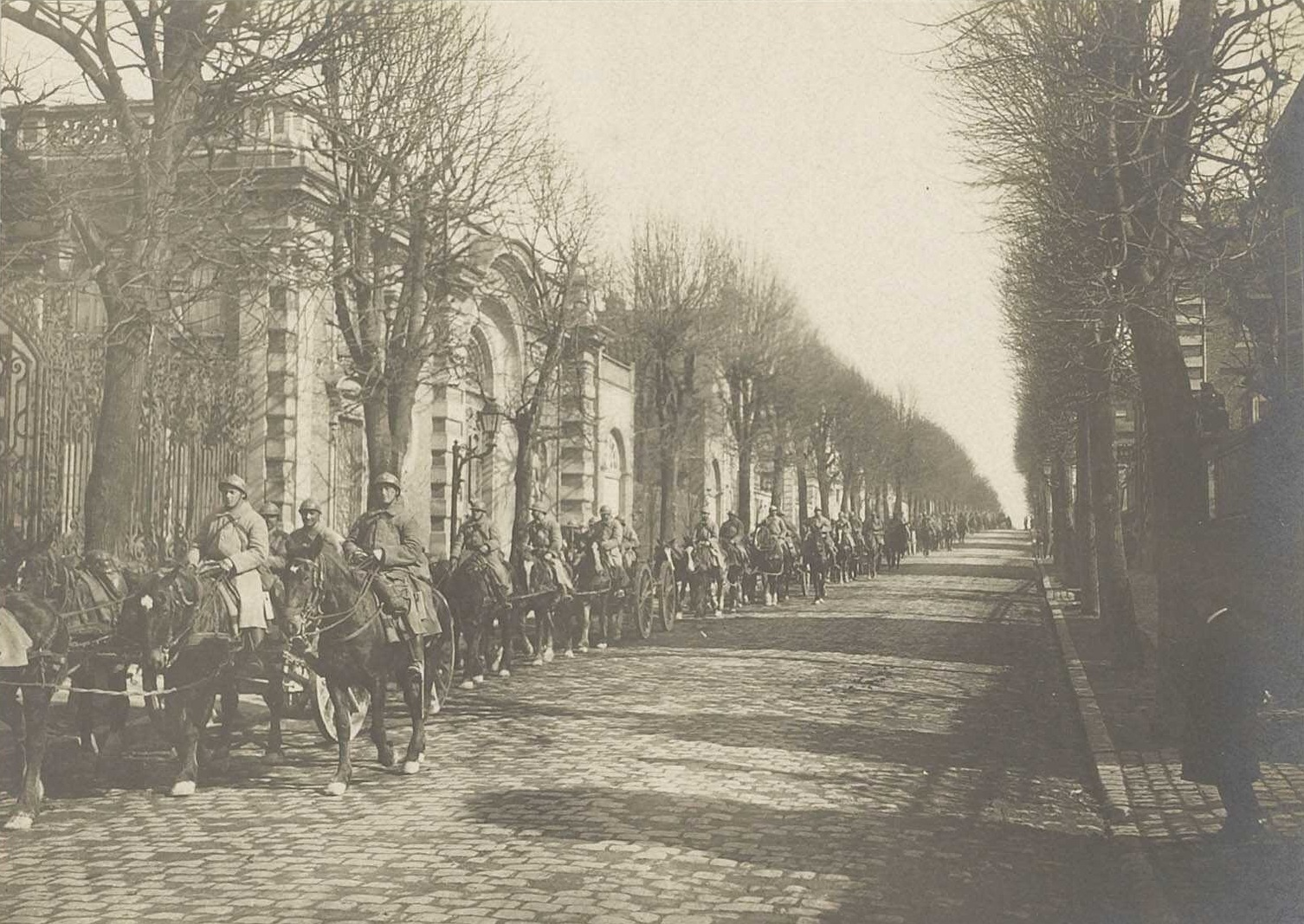
Passage du dans une rue d'Épernay, 3/1917.

Le régiment forme l'artillerie de corps du 9e corps d'armée (AC/9).

#### 1915
- En avril, une batterie de 75mm participe à la bataille du Reichsackerkopf.

#### 1917
En novembre 1917, il devient un régiment d'artillerie portée.

#### Autres unités du régiment
Le régiment a formé des batteries et des groupes de renfort qui ont combattu indépendamment du régiment.

### Entre-deux-guerres
Lors de la réorganisation de l'artillerie française de 1923-1924, il est dissous et devient le 307e régiment d'artillerie portée à Niort.

### Seconde Guerre mondiale
Le 49e régiment d'artillerie mobile de forteresse (automobile) est formé à la mobilisation de septembre 1939 à partir du 1er groupe du 166e RAP de Morhange. Affecté au secteur fortifié de la Sarre, il est constitué de trois groupes tractés armés avec vingt-quatre canons de 75 mm 1897/1933 TTT et douze 155 mm C 1917 Schneider TTT.

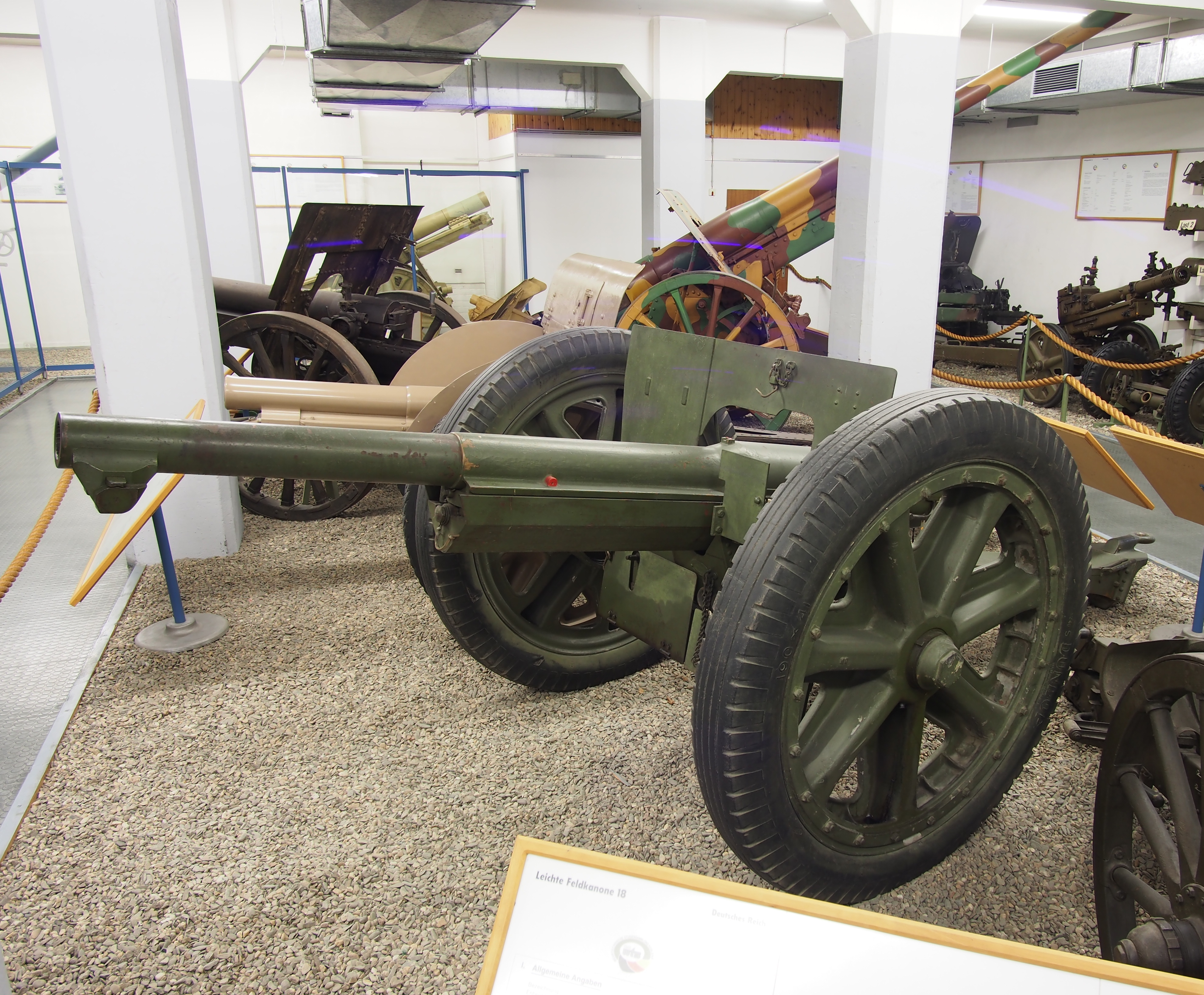
Canon de 75 TTT, tel que ceux du 49e RAMFA.
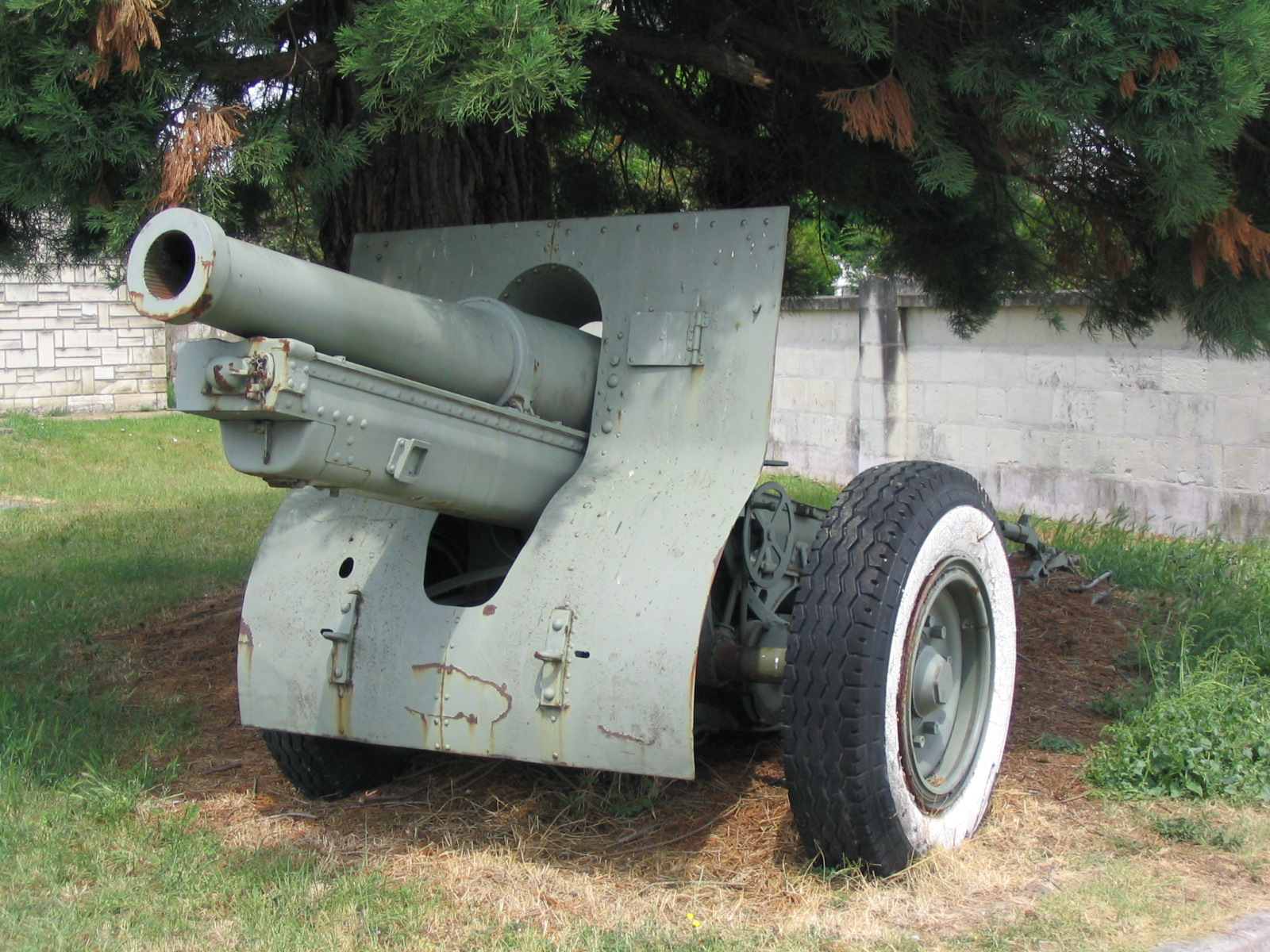
Canon de 155 C modèle 1917 TTT, tel que ceux du 49e RAMFA.

Il participe à la bataille de France contre l'Allemagne. Il fait partie du groupement Dagnan lors du repli des unités stationnées sur la ligne Maginot en juin 1940. Il est sur le canal de la Marne au Rhin le 17, avant d'être capturé les 22-23 près de Rambervillers.

## Étendard

Dessin du revers de l'étendard du d'artillerie.

Il porte, cousues en lettres d'or dans ses plis, les inscriptions suivantes :
- Mondement 1914
- La Malmaison 1917
- L'Avre 1918

## Décorations

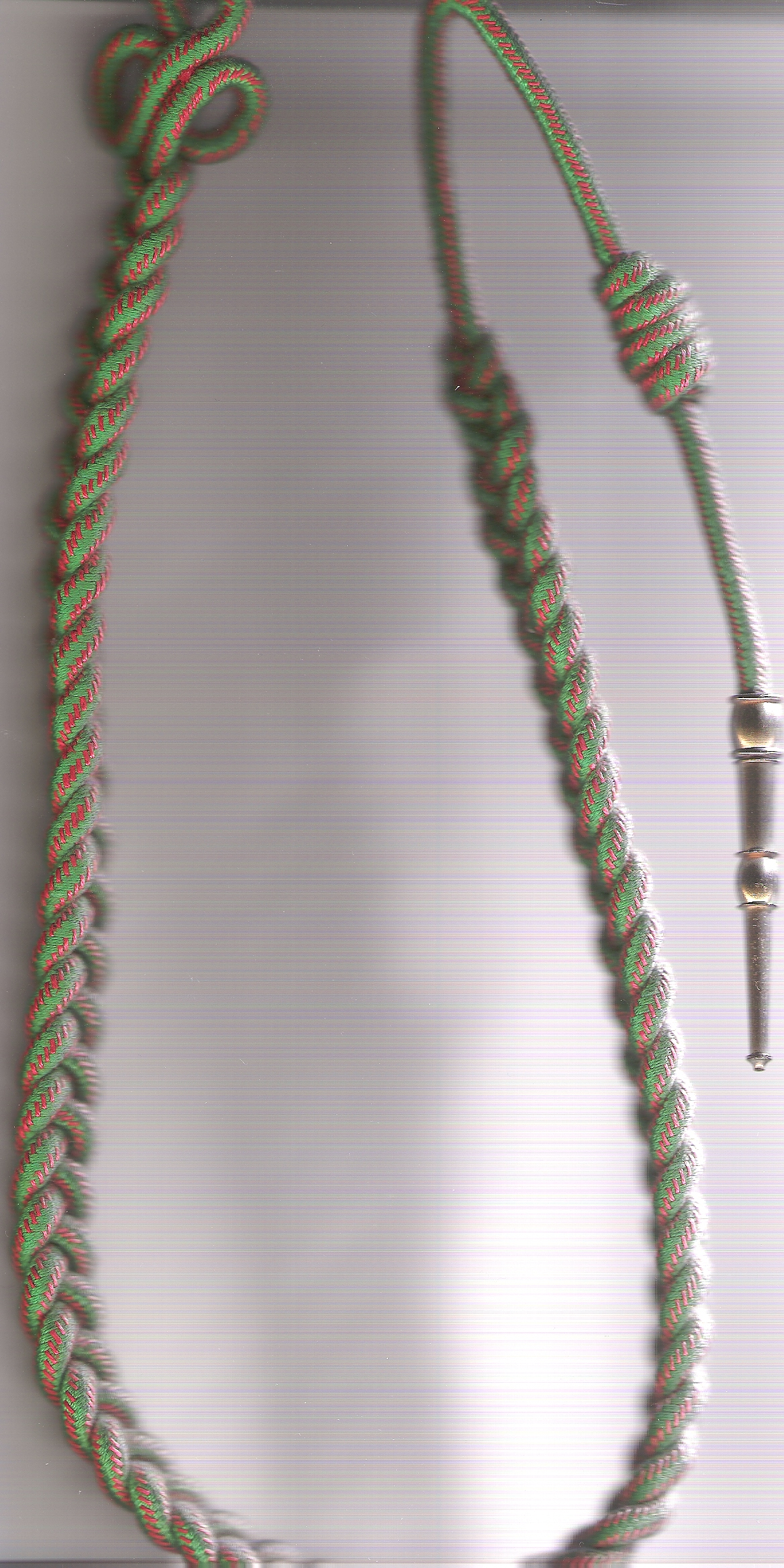
Fourragère aux couleurs du ruban de la croix de guerre 1914-1918

Le régiment est cité deux fois à l'ordre de l'armée, une fois à l'ordre du corps d'armée et une fois à l'ordre de la division. Son étendard est décoré de la croix de guerre en juin 1916 près de Bussy-le-Château et il reçoit la fourragère le 25 janvier 1919 à Metz.

## Personnalités ayant servi au régiment
- Marcel Ruault (1884-1928), polytechnicien[17]

## Sources et bibliographie
- Laurence Chegaray, Le 49 Régiment d'Artillerie, Centre-Presse, 22 avril 2010.
- Historique du 49e Régiment d'artillerie du 2 août 1914 au 11 novembre 1918, Niort, Impr. de H. de la Porte, 1920, 40 p., lire en ligne sur Gallica.